# Casa Joseph and Mary Jane League
La casa Joseph and Mary Jane League, también conocida como casa League, es un edificio histórico situado en la ciudad de Macon, Georgia, en Estados Unidos. La casa es conocida por su arquitectura y por estar históricamente ligada a dos de las primeras arquitectas mujeres del estado de Georgia, Ellamae Ellis League y su hija Jean League Newton. Fue inscrita en el Registro Nacional de Sitios Históricos en enero de 2009.